# Ancyra appendiculata
Ancyra appendiculata är en insektsart som beskrevs av White 1845. Ancyra appendiculata ingår i släktet Ancyra och familjen Eurybrachidae. Inga underarter finns listade i Catalogue of Life.